# Bettino Ricasoli (cacciatorpediniere)
Il Bettino Ricàsoli è stato un cacciatorpediniere della Regia Marina, intitolato a Bettino Ricasoli che fu Presidente del Consiglio dei ministri del Regno d'Italia.

## Storia
Nel 1928 fu modificato con l'installazione di alette antirollio e zavorra e con rinforzi alle sovrastrutture. Subì altri rimodernamenti nel 1929. Nel 1932 venne comandato dal capitano di fregata Aimone di Savoia-Aosta, quale unità di bandiera della 4ª squadriglia ct.
Nel dicembre 1939 una commissione svedese si recò in Italia per valutare l'acquisto di alcune unità italiane: la decisione cadde sulle torpediniere Spica e Astore ed appunto sul Ricasoli e sul gemello Nicotera. Dopo l'acquisto da parte della Marina svedese il Ricasoli ricevette il nuovo nome di Puke in onore dell'ammiraglio Johan af Puke (1751–1816), il Nicotera divenne invece Psilander, mentre Spica ed Astore assunsero rispettivamente i nomi di Romulus e Remus.
Il 14 aprile 1940 le quattro unità salparono da La Spezia e si portarono a Napoli per poi iniziare la navigazione di trasferimento in Svezia, ma quando, il 18, ripartirono dalla città partenopea, il Puke e lo Psilander entrarono in collisione arrecandosi reciprocamente vari danni; dovettero fare rotta su Cartagena, ove giunsero il 23 aprile.
Eseguite le riparazioni, le navi proseguirono il loro viaggio ed il 19 giugno, dopo una tappa a Queenstown – ove avevano imbarcato dei cittadini svedesi – giunsero, insieme alla nave ausiliaria Patrica (ex italiana Patris II) a Skaalefjord, nelle Fær Øer, dove però furono fermate e sequestrate l'indomani dai cacciatorpediniere britannici Tartar, Mashona e Maori. Gli equipaggi, imbarcati sulla Patrica e sulla nave cisterna Castor, rimpatriarono in Svezia il 21.
Il 22 giugno la Svezia chiese la restituzione delle navi. Quello stesso giorno il Puke lasciò il porto insieme al Maori, ma, in posizione 61°15' N e 6°06' O, ebbe un'avaria e dovette essere rimorchiato dalla nave ausiliaria Kingston Peridot; dopo una collisione tra il Puke e il rimorchiatore Saucy, che stava cercando di assisterlo, fu preso a rimorchio dal Maori e poi dal rimorchiatore Buccaneer, venendo trainato a Scapa Flow. Il 25 giugno poté lasciare la base britannica insieme al Remus e, sotto la scorta del cacciatorpediniere britannico Bedouin, diresse per Kirkwall ove giunse il 30.
Il 2 luglio le navi tornarono in mano svedese e tre giorni più tardi lasciarono Kirkwall ed il 10 luglio, nonostante un accidentale attacco aereo da parte di velivoli del 18° Group del Coastal Command, arrivarono a Göteborg, entrando in servizio nella Marina svedese.
Il Puke risultò però piuttosto poco atto a tenere il mare e dotato di scarsa stabilità, necessitando di modifiche.
Tra il 1941 ed il 1942 l'armamento fu modificato: l'armamento antiaereo preesistente fu rimpiazzato con 2 mitragliere Vickers-Armstrong QF 2 lb e otto binate Breda 37/54, e vennero imbarcati tubi lanciasiluri da 533 al posto di quelli da 450 e lanciabombe di profondità.
Causa le sue deludenti prestazioni fu messo in riserva tra il 1943 ed il 1944.
Il 13 giugno 1947 fu radiato; nel 1949 fu avviato alla demolizione.